# Platyptilia profunda
Platyptilia profunda là một loài bướm đêm thuộc họ Pterophoridae. Nó được tìm thấy ở Nhật Bản (Honshu).
Chiều dài cánh trước là 11–14 mm.
Ấu trùng ăn Senecio nemorensis.